# Puʻu Huluhulu
Pour les articles homonymes, voir Puʻu.
Le Puʻu Huluhulu, toponyme hawaïen signifiant littéralement « colline broussailleuse », est un cône volcanique des États-Unis, situé dans l'île de Hawaï, sur les pentes du Kīlauea. Il peut être atteint en une courte randonnée offrant un panorama sur les environs, et notamment le Mauna Ulu tout proche.

## Géographie

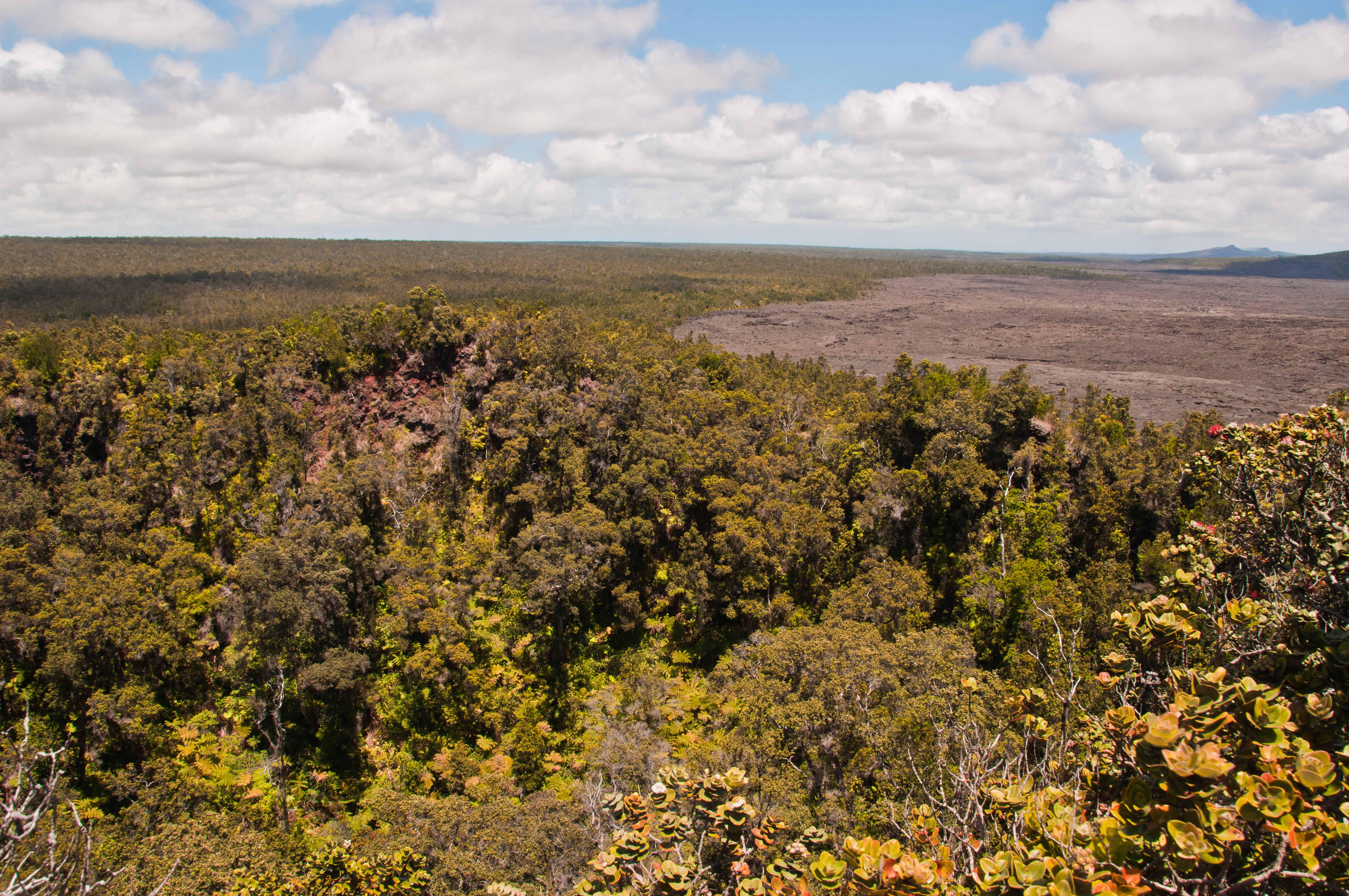
Vue de l'intérieur du cratère du Puʻu Huluhulu en direction de l'est avec le Puʻu ʻŌʻō dans le lointain sur la droite.

Le Puʻu Huluhulu se trouve dans le sud-est de l'île d'Hawaï, sur le flanc Est du Kīlauea. Il est l'un des nombreux cônes, cratères et fissures du rift Est. Il est entouré par le Mauna Ulu au sud-est et le Pauahi à l'ouest. Avant l'éruption du Mauna Ulu, les cratères de ʻAlae et ʻĀloʻi, désormais enfouis sous les coulées de lave, se trouvaient respectivement au sud-est et au sud-ouest. Administrativement, il se trouve dans l'État américain d'Hawaï, dans le district de Puna du comté d'Hawaï.
Ce cône de cendre couronné par un petit cratère culmine à 1 049 mètres d'altitude. Son ascension se fait par un sentier escarpé de 400 mètres de longueur connecté au Napau Crater Trail et qui mène à un point de vue sur les environs et notamment le Mauna Ulu. Ses pentes et l'intérieur de son cratère sont couverts d'une forêt tropicale dominée par Metrosideros polymorpha, une espèce arbustive endémique d'Hawaï où elle est appelée ʻōhiʻa,.

## Histoire

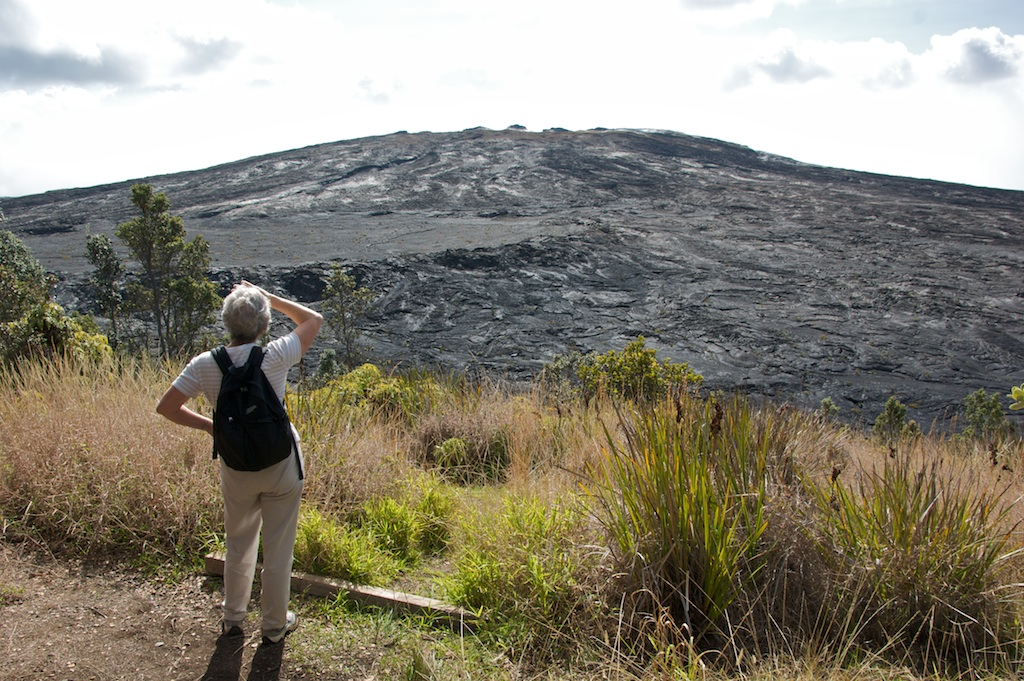
Vue du Mauna Ulu depuis le sommet du Puʻu Huluhulu.

Le Puʻu Huluhulu s'est formé il y a environ 500 ans. Il est né de l'empilement des cendres et téphras d'une fontaine de lave qui n'ont pas été emportés par une coulée et qui se sont accumulés progressivement. Les éruptions successives qui se sont produites autour du Puʻu Huluhulu depuis sa formation ont progressivement noyé ses pieds sous des coulées de lave ; avant l'éruption du Mauna Ulu, il s'élevait ainsi à 91 mètres au-dessus des terrains environnants. Sa proéminence et sa vue dégagée en direction de l'océan Pacifique ont été à l'origine de la construction en 1934 d'une plate-forme d'observation. Lorsque l'éruption du Mauna Ulu débute en 1969, elle constitue un lieu d'observation propice pour les volcanologues de l'observatoire volcanologique d'Hawaï. Lorsque la chaleur le permet, ils s'y rendent et s'abritent de la fournaise derrière un mur en pierre. Deux de ces volcanologues se retrouvent un jour sous une pluie de lave lorsque la fontaine du Mauna Ulu est déviée brusquement vers le Puʻu Huluhulu. Ils en réchappent en quittant précipitamment les lieux, partant dans la direction opposée à travers la forêt au lieu de redescendre le sentier, plus exposé. Depuis la fin de l'éruption en 1974, la vue vers l'océan est obstruée par le cône du Mauna Ulu.